# Селін Діон
Селі́н Марі́ Клоде́тт Діо́н (фр. Céline Marie Claudette Dion — МФА: [selin maʁi klodɛt djɔ̃]; нар. 30 березня 1968, Шарлемань, Канада) — канадська співачка, одна з найбільш високооплачуваних музикантів сучасності. По всьому світу продано понад 200 мільйонів копій її альбомів. Переможниця Пісенного конкурсу «Євробачення-1988», на якому з піснею «Ne partez pas sans moi» представляла Швейцарію.

## Життя та кар'єра

### 1968—1989: ранні роки та початок кар'єри
Селін Діон народилася в місті Шарлемань (Квебек, Канада), розташоване за 24 кілометрів на північний схід від Монреаля. Вона була наймолодшою з 14 дітей франко-канадців Терези (уродженої Танґе, 1927—2020), домогосподарки, та Адемара Діона (1923—2003), м'ясника. Як наймолодшій у багатодітній родині, Селін доводилося рости в одязі, що вже був у вжитку, і спати в одному ліжку з кількома своїми сестрами. Також, коли вона була ще немовлям, її вкладали спати у шухляду замість ліжечка, для заощадження грошей. У школі над нею часто знущалися і називали «Вампіркою» через її зуби та худорляву статуру. Місцеві таблоїди навіть охрестили Селін «Canine Dion» («Ікластою Діон») у підліткові роки її кар'єри. Вона часто розповідала про те, як тікала зі школи додому, щоб грати музику в підвалі зі своїми братами та сестрами. «Я ненавиділа школу», — писала вона пізніше у своїй автобіографії. «Я завжди жила в оточенні дорослих і дітей, набагато старших за мене. Від них я навчилася всього, що мені потрібно було знати. Мені здавалося, що навколо них існує справжнє життя». Старшій сестрі Селін було вже за двадцять, коли вона вийшла заміж і була вагітна первістком, тоді як її мати, Тереза, тільки-но завагітніла нею.
За словами Селін вона росла в Шарлемані у бідній, але щасливій католицькій родині. Музика завжди була важливою складовою сім'ї Діон, вона отримала своє ім'я на честь пісні «Céline», записаної французьким співаком Югом Офре за два роки до її народження. 13 серпня 1973 року Селін вперше виступила публічно на весіллі свого брата Мішеля, заспівавши пісню Крістін Шарбонно «Du fil, des aiguilles et du coton». Надалі вона виступала зі своїми братами і сестрами в маленькому піано-барі своїх батьків під назвою «Le Vieux Baril» («Стара бочка»).
У дитинстві вона пережила кілька нещасних випадків, включаючи індидент у п'ятирічному віці, коли її збила машина на очах у батька і брата Клемана. Селін ненадовго госпіталізували зі струсом мозку. З раннього дитинства вона мріяла стати артисткою. В інтерв'ю журналу «People» 1994 року вона згадувала: «Я сумувала за своєю сім'єю і домом, але я не шкодую про те, що втратила свою юність. У мене була одна мрія: Я хотіла стати співачкою». У дитинстві в Квебеку Селін брала участь у програмах для дівчат як член організації «Girl Guides of Canada» («Дівчата-гіди Канади»).
У 12-річному віці вона за допомогою матері та брата Жака записала на касету свою першу пісню «Ce n'était qu'un rêve». Її інший брат, Мішель, надіслав запис музичному менеджеру Рене Анжелілю, чиє ім'я він знайшов на обкладинці платівки канадської співачки Жинетт Рено. Анжеліль був до сліз зворушений голосом Діон і вирішив зробити її зіркою. 1981 року він заклав свій будинок, щоб профінансувати її перший альбом «La voix du bon Dieu», який згодом став місцевим хітом «номер один» і миттєво зробив Діон зіркою у Квебеку. Надалі її популярність поширилася на інші частини світу, коли вона 1982 року взяла участь у Всесвітньому фестивалі популярної пісні «Yamaha» у Токіо, де виграла нагороду «Найкращий виконавець», а також золоту медаль «Найкраща пісня» за композицію «Tellement j'ai d'amour pour toi».
1983 року Діон стала першою канадською артисткою, яка отримала «золоту» сертифікацію у Франції за сингл «D'amour ou d'amitié», а також здобула декілька нагород «Фелікс», зокрема як «Найкраща виконавиця» та «Відкриття року». Подальший успіх до Діон прийшов, коли вона з невеликим відривом виграла конкурс «Євробачення» 1988 року, який проходив у Дубліні, на якому вона представляла Швейцарію з піснею «Ne partez pas sans moi». У віці 18 років, побачивши виступ Майкла Джексона, Діон повідомила Анжелілю, що хоче стати такою ж зіркою, як цей співак. Будучи впевненим у таланті співачки, Анжеліл все ж прийшов до висновку, що її образ необхідно змінити для того, щоб вона могла отримати комерційний успіх у всьому світі. Хоча Анжеліль і був впевнений у таланті Діон, він прийшов до висновку, що для отримання комерційного успіху у всьому світі — співачці потрібно змінити свій імідж. Діон зникла зі сцени на деякий час, протягом якого вона зробила стоматологічну операцію для покращення своєї зовнішності, і 1989 року відвідувала Школу «Берліц» для вдосконалення своєї англійської. Того ж року, під час туру на підтримку альбому «Incognito», Діон втратила голос. Вона консультувалася у оториноларинголога Вільяма Гулда, який поставив її перед вибором: або негайно зробити операцію на голосових зв'язках, або повне мовчання протягом трьох тижнів. Діон обрала останнє і пройшла вокальне навчання у Вільяма Райлі, оскільки, він з Гулдом, вважали, що співачка неправильно використовує свої голосові зв'язки.

### 1990—1992: «Unison», «Dion chante Plamondon», «Celine Dion»
Через два роки після вдосконалення своєї англійської, Діон дебютувала на англомовному ринку з альбомом «Unison» (1990), головний сингл якого був кавер-версією пісні спочатку записаної англійським співаком Джуніором 1983 року, а пізніше Лорою Бреніган. При записі вона скористалася допомогою продюсерів, таких продюсерів, як Віто Лупрано та Девід Фостер. Альбом, значною мірою створений під впливом софт-рок музики 1980-х років, швидко знайшов свою нішу у радіоформаті «сучасної музики для дорослих». Також «Unison» отримав позитивні відгуки критиків: Джим Фарбер з «Entertainment Weekly» писав, що її вокал був «зі смаком, без прикрас», і вона ніколи не намагалася «виконувати стилі, які виходять за межі її можливостей». Стівен Томас Ерлвайн з «AllMusic» назвав його «прекрасним, витонченим американським дебютом». Синглами альбому стали «(If There Was) Any Other Way», «The Last to Know», «Unison» та «Where Does My Heart Beat Now», середньотемпової софт-рок балади, із активним використанням електрогітари. Остання пісня стала її першим хітом, що потрапив у «топ-10» американського чарту «Billboard Hot 100», посівши четверте місце. 1991 року Діон запросили виконати вокал в альбомі «Voices That Care», присвяченому американським військам, які брали участь в операції «Буря в пустелі».
Проте справжній міжнародний прорив у кар'єрі Діон стався, коли вона заспівала дуетом з Пібо Брайсоном однойменну пісню «Beauty and the Beast» до диснеївського мультфільму «Красуня і чудовисько» (1991). Пісня стала її першим хітом, що потрапив до «топ-10» чартів Великої Британії та другим хітом, що потрапив до «топ-10» чартів США. «Beauty and the Beast» принесла її авторам «Оскар» «За найкращу пісню до фільму», а Діон — перше «Греммі» «За найкраще вокальне поп-виконання дуетом або групою». Також пісня стала головним синглом її альбому «Celine Dion» 1992 року, у музиці якого, як і у «Unison», був присутній сильний вплив поп-року в поєднанні з елементами соулу та класичної музики. Завдяки успіху головного синглу та її співпраці з Девідом Фостером і Даян Воррен, альбом мав ще більший комерційний успіх, ніж «Unison»; він отримав діамантову сертифікацію у Канаді та двічі платинову сертифікацію у США. Другий сингл альбому «If You Asked Me To» (кавер пісні Патті Лабелль з фільму «Ліцензія на вбивство» 1989 року) став її першою піснею, що очолила чарти Канади та посів четверте місце в американському чарті «Billboard Hot 100».
Також цього часу Діон випустила франкомовний альбом «Dion chante Plamondon», який здебільшого складався з каверів й містив чотири нові пісні: «Des mots qui sonnent», «Je danse dans ma tête», «Quelqu'un que j'aime, quelqu'un qui m'aime» та «L'amour existe encore». Спочатку він вийшов у Канаді та Франції у 1991—1992 роках, а потім 1994 року відбувся міжнародний реліз, ставши першим французьким альбомом випущеним у такому форматі. «Un garçon pas comme les autres (Ziggy)» став справжнім хітом у Франції, досягнувши 2 місця в чарті і отримавши золоту сертифікацію. У Квебеку альбом теж отримав золоту сертифікацію у день його релізу.
До 1992 року «Unison», «Celine Dion», і численні гучні виступи ЗМІ зробили Діон суперзіркою в Північній Америці. Вона досягла однієї зі своїх головних цілей: прокласти собі шлях на англомовний ринок і здобути славу. Однак, в той час, як вона переживала зростаючий успіх у США, її французькі шанувальники в Канаді критикували її за те, що вона нехтує ними. Пізніше Діон відкинула цю критику на церемонії вручення премії «Фелікс» 1991 року, де, отримавши нагороду «Англійський артист року», вона відкрито відмовилася від неї. Співачка стверджувала, що була і завжди буде французькою, а не англійською артисткою. Це підтверджується і тим, що донині вона розмовляє англійською з помітним квебексько-французьким акцентом. Окрім комерційного успіху, в її особистому житті також відбулися зміни, оскільки Анжеліль, який був на 26 років старший за неї, перетворився з менеджера на її коханця. Однак їхні стосунки трималися в таємниці, оскільки вони обоє боялися, що громадськість вважатиме їх неприйнятними.

### 1993—1995: «The Colour of My Love», «D'eux»
1993 року Діон оголосила про свої почуття до менеджера, назвавши його «цвітом свого кохання» у присвяті до свого третього англомовного альбому «The Colour of My Love». Однак замість того, щоб розкритикувати їхні стосунки, як вона побоювалася, шанувальники прийняли пару. Зрештою Анжеліл і Діон одружилися на екстравагантній весільній церемонії 17 грудня 1994 року, яку транслювали в прямому ефірі канадського телебачення.
Як і більшість її інших альбомів, «The Colour of My Love» був присвячений темі кохання та романтики. Він став її найуспішнішим альбомом, розійшовся накладом понад шість мільйонів його копій у США та два мільйони у Канаді, посів перше місце в багатьох країнах. Альбом також дав перший сингл Діон «The Power of Love» (ремейк хіта Дженніфер Раш 1985 року), що очолив чарти США, Канади та Австралії; він також був її фірмовим хітом у різних країнах, поки вона не досягла нових кар'єрних висот наприкінці 1990-х років.
Сингл «When I Fall in Love», записаний дуетом з Клайвом Гріффіном, досяг помірного успіху в чартах США та Канади і був номінований на дві премії «Греммі», одну з яких виграв. «The Colour of My Love» також став першим великим хітом Діон в Європі, зокрема у Великій Британії. І альбом, і сингл «Think Twice» одночасно очолювали британські чарти протягом п'яти тижнів поспіль. «Think Twice», який очолював чарт протягом семи тижнів, зрештою став у Великій Британії четвертим синглом жінки-артистки, який було продано понад мільйон копій, а сам альбом отримав п'ять платинових сертифікацій за продаж двох мільйонів копій.
Надалі Діон дотримувалася свого французького коріння і продовжувала випускати багато франкомовних записів між кожним англомовним альбомом. Як правило, вони користувалися більшим авторитетом у публіки, ніж її англомовні роботи. Вона випустила концертний альбом «À l'Olympia», записаний 1994 року під час одного з її виступів у паризькій залі «Олімпія». До нього увійшов один промо-сингл, концертна версія пісні «Calling You», яка очолила французький чарт синглів. Вона також записала двомовну версію пісні «Petit Papa Noël» з гуртом «Alvin and the Chipmunks» для святкового альбому «A Very Merry Chipmunk» 1994 року. 1995 року вийшов «D'eux» (також відомий як «Французький альбом» у США), який став найпродаванішим франкомовним альбомом усіх часів. Альбом, написаний і спродюсований переважно Жан-Жаком Ґольдманом, здобув великий успіх завдяки синглам «Pour que tu m'aimes encore» та «Je sais pas». «Pour que tu m'aimes encore» очолював французький чарт протягом 12 тижнів, пізніше він отримав платинову сертифікацію у Франції. Сингл також потрапив до «топ-10» чартів Великої Британії та Ірландії, що було рідкісним досягненням для франкомовної пісні. «Je sais pas», другий сингл з альбому, також очолив чарт синглів Франції і отримав там срібну сертифікацію.
У середині 1990-х років і далі альбоми Діон зазвичай будувалися на основі мелодраматичних балад у стилі софт-рок, з вкрапленнями темпової поп-музики та рідкісними заходами в інші жанри. Вона співпрацювала з такими авторами та продюсерами, як Джим Стейнмен та Девід Фостер, які допомогли їй виробити своє фірмове звучання. Попри те, що критики коливалися у своїх відгуках, її альбоми займали все більш високі позиції в міжнародних чартах, і 1996 року вона втретє отримала премію «World Music Award» як «Найпродаваніша у світі артистка року». До середини 1990-х років вона стала однією з найпродаваніших артисток у світі.

### 1996—1999: «Falling into You», «Let's Talk About Love» і «S'il suffisait d'aimer»
Протягом п'яти років після випуску її дебютного англомовного альбому 1990 року, за даними «Billboard», вона продала 40 мільйонів дисків по всьому світу. 1996 року Діон випустила четвертий англомовний альбом «Falling into You», представлений на піку її популярності, він демонстрував подальший розвиток музики співачки. У спробі охопити ширшу аудиторію альбом комбінував безліч елементів, таких як складне оркестрове звучання, африканські піснеспіви і складні музичні ефекти. Крім того, нове звучання створили такі інструменти, як скрипка, іспанська гітара, тромбон, кавакіньо і саксофон. У синглах альбому було представлено безліч музичних стилів. У заголовному треку «Falling into You» і «River Deep — Mountain High» (кавер-версія пісні Тіни Тернер) широко використовувалися ударні інструменти; «It's All Coming Back to Me Now» (автор Джим Стейнмен) і ремейк пісні Еріка Кармена «All by Myself» підтримували атмосферу софт-року в поєднанні з класичним звучанням фортепіано; а сингл «Because You Loved Me», що очолив чарти, написаний Даян Воррен, був поп-баладою, яка стала музичною темою до фільму «Близько до серця» 1996 року.
«Falling into You» отримав найкращі в кар'єрі Діон відгуки. Хоча Ден Лерой вважав, що альбом не дуже відрізнявся від її попередніх робіт, а Стівен Голден з «The New York Times» і Наталі Ніколс з «Los Angeles Times» писали, що він «шаблонний», інші критики, такі, як Чак Едді з «Entertainment Weekly», Стівен Томас Ерлвайн і Деніел Дерчгольц, назвали його «переконливим», «пристрасним», «стильним», «елегантним» і «напрочуд добре продуманим». «Falling into You» став критично та комерційно найуспішнішим у творчості Діон, очоливши чарти в багатьох країнах і ставши одним з найпродаваніших альбомів усіх часів. 2013 року радіомережа CBC Music поставила «Falling into You» на 33 місце у списку 100 найкращих канадських альбомів. У США він посів перше місце, а згодом отримав 12-кратну платинову сертифікацію за понад 12 мільйонів проданих копій. У Канаді альбом отримав діамантову сертифікацію за понад мільйон проданих копій. IFPI дали «Falling into You» 9-кратну платинову сертифікацію, лише два інших альбома в історії були удостоєні такої нагороди, причому один з них теж належав Діон — «Let's Talk About Love». «Falling into You» також отримав «Греммі» як «Найкращий поп-альбом» і «Альбом року». У березні 1996 року Діон розпочала гастролі на підтримку свого нового альбому «Falling into You Tour», виступаючи протягом року з концертами по всьому світу. У липні того року вона виконала пісню «The Power of the Dream» на церемонії відкриття XXVI Літніх Олімпійських ігор в Атланті.
1997 року вийшов альбом «Let's Talk About Love», який був представлений як продовження «Falling into You». Запис альбому проходив у Лондоні, Нью-Йорку та Лос-Анджелесі, за участю спеціально запрошених гостей, таких як Барбра Стрейзанд у пісні «Tell Him», гурт «Bee Gees» у пісні «Immortality» та тенор Лучано Паваротті у пісні «I Hate You Then I Love You». Серед інших музикантів були Керол Кінг, Джордж Мартін, Браян Адамс та ямайська співачка Даяна Кінг, яка додала реггі-звучання до «Treat Her Like a Lady». «Let's Talk About Love» став ще одним великим успіхом Діон, він очолив чарти у всьому світі та отримав платинову сертифікацію у двадцяти чотирьох країнах, ставши найшвидше продаваним альбомом в її кар'єрі. У США альбом очолив чарт на сьомому тижні після релізу, а згодом отримав там 11-кратну платинову сертифікацію за продаж понад 11 мільйонів копій. У Канаді альбом розійшовся накладом понад 230 тисяч копій за перший тиждень після релізу, що досі залишається рекордом. Згодом він отримав у цій країні діамантову сертифікацію за понад мільйон проданих копій. Найуспішнішим синглом альбому стала балада у класичному стилі «My Heart Will Go On», написана Віллом Дженнінгсом і Джеймсом Горнером, який також продюсував її з Волтером Афанасьєффом. Ставши любовною темою до фільму-блокбастера «Титанік» 1997 року, «My Heart Will Go On» очолила чарти по всьому світу, ставши найбільш упізнаваною піснею Діон. Горнер і Дженнінгс отримали премії «Оскар» і «Золотий глобус» за найкращу пісню до фільму, а сама Діон — два «Греммі» за «Найкраще жіноче поп-вокальне виконання» і найбажанішу для неї нагороду — «Запис року» (сама пісня отримала чотири нагороди, дві з яких були вручені її авторам). Пісні «My Heart Will Go On» і «Think Twice» зробили її єдиною виконавицею у Великій Британії, чиї два сингли розійшлися накладом понад мільйон копій. На підтримку свого альбому протягом 1998—1999 років Діон провела гастролі «Let's Talk About Love Tour».

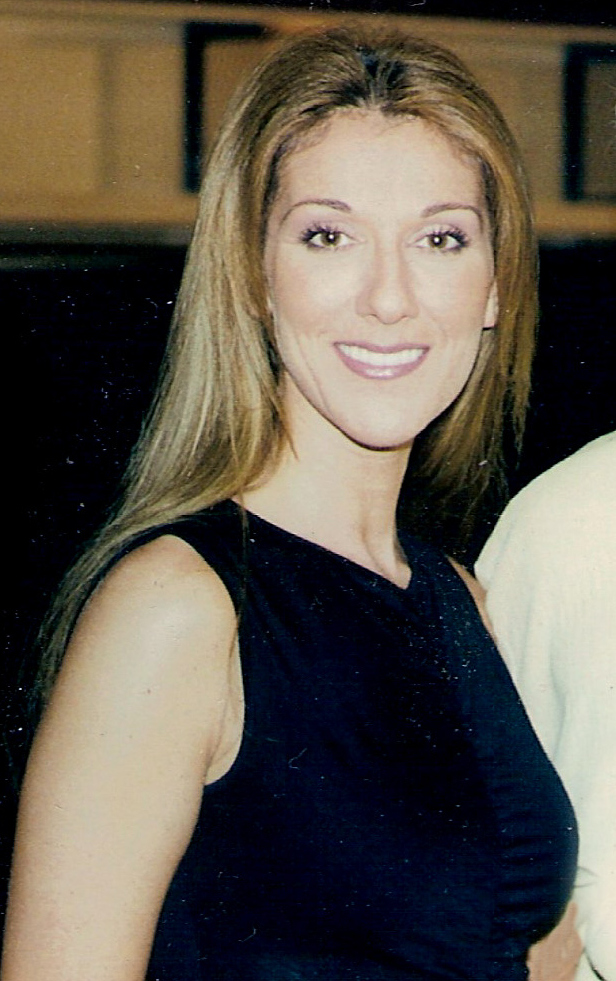
Діон на презентації альбому «Let's Talk About Love» (1998)

Діон завершила 1990-ті роки релізом ще трьох альбомів, які мали надзвичайний успіх: різдвяним «These Are Special Times» (1998), франкомовним «S'il suffisait d'aimer» (1998) та компіляцією «All the Way... A Decade of Song» (1999). «These Are Special Times» містив пісню «Don't Save It All for Christmas Day» написану нею спільно з Ріком Вейком та Пітером Зіццо. Альбом став в кар'єрі співачки таким, що найбільше містить класичне звучання, практично у кожному треці присутнє оркестрове аранжування. Він включав пісню «I'm Your Angel» (дует з Р. Келлі), яка стала її четвертим синглом, що посіла перше місце у США і стала хітом по всьому світу. Другий сингл альбому «The Prayer» (дует з Андреа Бочеллі) став саундтреком до фільму «У пошуках Камелота» (1998) і отримав премію «Золотий глобус» як «Найкраща оригінальна пісня». «All the Way… A Decade of Song» складався з її найуспішніших хітів та семи нових пісень: включаючи заголовний сингл «That's the Way It Is»; кавер-версію пісні Роберти Флек «The First Time Ever I Saw Your Face»; і «All the Way», виконану дуетом з Френком Сінатрою. «All the Way… A Decade of Song» став однією із найпродаваніших компіляцій усіх часів, він очолював чарт США протягом трьох тижнів. Пізніше альбом отримав 7-кратну сертифікацію у США за продаж 7 мільйонів копій. Також він очолив чарти у Великій Британії, Канаді та Австралії. Її останній франкомовний студійний альбом 1990-х років, «S'il suffisait d'aimer», також мав великий успіх, він очолив чарти всіх крупних франкомовних країн, включаючи Францію, Швейцарію, бельгійську Валлонію та Канаду. У Франції альбом отримав статус діамантового за продаж 1,5 мільйона копій. До кінця 1990-х років Діон продала понад 130 мільйонів дисків по всьому світу і здобула безліч нагород в музичній індустрії. Статус Діон, як однієї з найвизначніших поп-дів музичної індустрії, ще більше зміцнився, коли 1998 року її запросили виступити у спецвипуску шоу «Divas Live» каналу VH1 разом із такими суперзірками, як Арета Франклін, Глорія Естефан, Шаная Твейн і Мерая Кері. Того ж року вона отримала дві з найвищих канадських нагород: «офіцер Ордена Канади за видатний внесок у світ сучасної музики» та «офіцер Національного ордена Квебеку». Через рік її включили до Канадської зали слави мовлення і удостоїли зірки на Канадській Алеї слави.
Починаючи з середини 1990-х, вплив поп-року, більш помітний у її ранніх релізах, був замінений більш зрілим звучанням. Крім того, у більшості релізів Діон домінувала повторювана тема «кохання», яка призвела до того, що деякі критики відкидали її музику як банальну. Інші критики, такі як Еліза Гарднер та Хосе Ф. Проміс високо оцінювали її голос цього періоду, назвавши його «технічним дивом». Стів Долар у своїй рецензії для видання «The Are Special Times» зазначив, що Діон була «вокальним олімпійцем, для якого не існує достатньо високої гори чи масштабу».

### 2000—2003: творча перерва, «A New Day Has Come», «One Heart», «1 fille & 4 types»
Після випуску та розкрутки протягом 1990-х років тринадцяти альбомів, під час презентації диску «All the Way… A Decade of Song» Діон заявила, що їй потрібно заспокоїтися, позбутися загальної уваги та насолодитися життям. Також зробити творчу перерву змусив поставлений Анжелілу діагноз раку стравоходу. Проте під час перерви Діон все ж не вдалося уникнути уваги преси. 2000 року журнал «National Enquirer» опублікував неправдиву історію про неї. Виставивши фотографію Діон та її чоловіка, журнал неправильно процитував її, надрукувавши заголовок: «Селін — „Я вагітна двійнею!“» («Celine — „I'm Pregnant With Twins!“»). Вона подала позов проти журналу на суму понад 20 мільйонів доларів. В наступному номері журналу редактори надрукували вибачення і повне спростування, та пожертвували гроші Американському онкологічному товариству на честь неї та її чоловіка. Через рік після цього інциденту, пройшовши курс лікування від безпліддя, 25 січня 2001 року у Флориді вона народила сина, Рене-Шарля Діона Анжеліля.

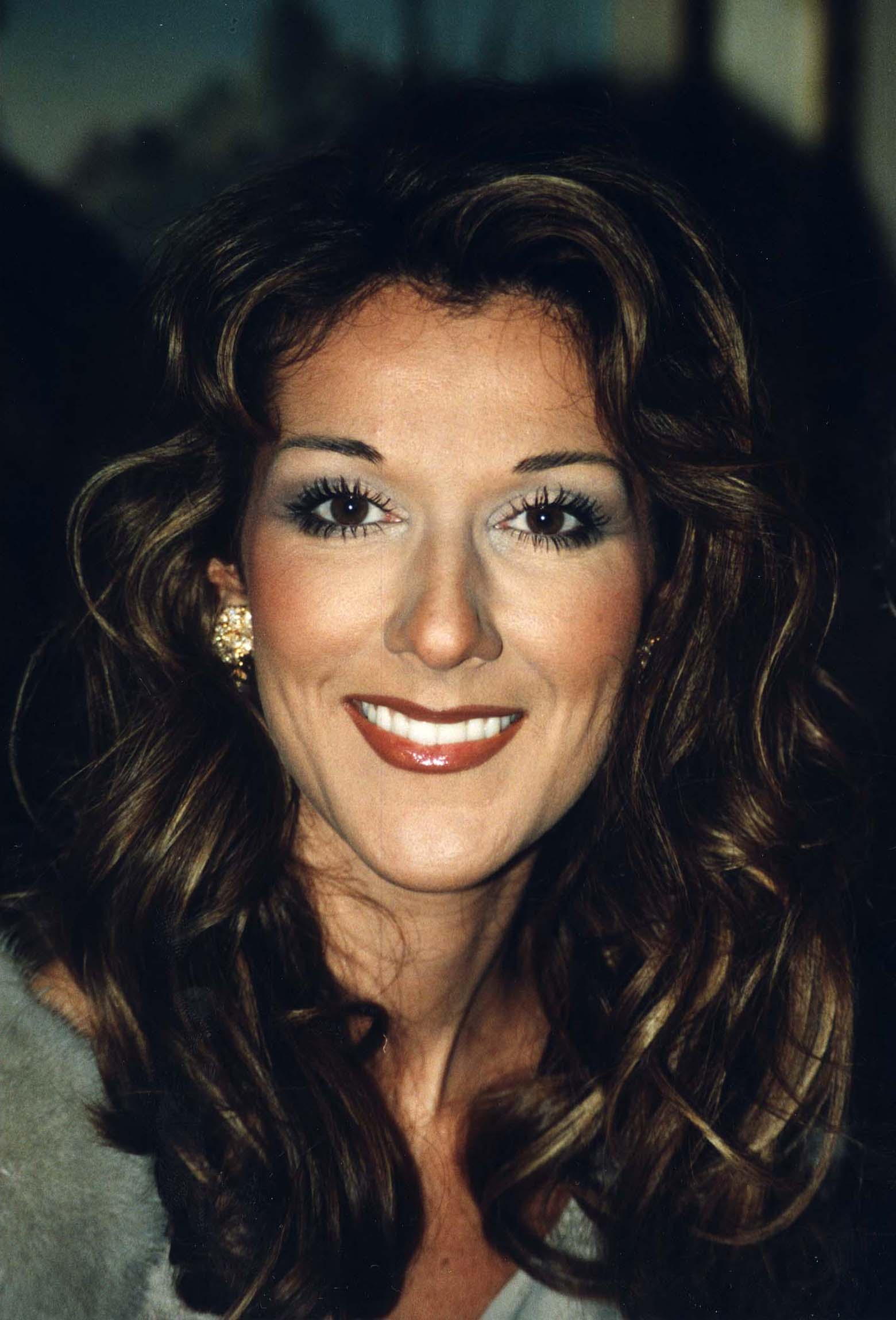
Діон в листопаді 1998 року

Після терактів 11 вересня 2001 року Діон повернулася на музичну сцену для телевізійного виступу на благодійному концерті «America: A Tribute to Heroes», де заспівала пісню «God Bless America». Чак Тейлор з «Billboard» писав: «Цей виступ… змушує згадати про те, що зробило її однією зі знаменитих вокалісток нашого часу: здатність передавати емоції, що вражають душу. Зворушливий, змістовний і сповнений благодаті, це музичний роздум, яким варто поділитися з усіма нами, хто все ще шукає способи впоратися із ситуацією». 2003 року вона знову виконала цю пісню перед перед Супербоулом XXXVII у Сан-Дієго. У грудні 2001 року Діон опублікувала свою автобіографію «Моя історія, моя мрія», в якій описала свій шлях до успіху.
Вихід у березні 2002 року альбому «A New Day Has Come» ознаменував завершення трирічної творчої перерви Діон у музичному світі. Альбом став одним із найособистіших у творчості співачки, з піснями, присвяченими її материнству і дорослішанню як жінки, такими як «A New Day Has Come» і «Goodbye's (The Saddest Word)». Діон заявила: «Ставши матір'ю, ви стаєте дорослою». Також вона казала: «„A New Day Has Come“ для Рене, для мене, — це дитина. Він повністю пов'язаний з дитиною… Пісня „A New Day Has Come“ дуже добре передає настрій, який я відчуваю зараз. Вона представляє весь альбом». Альбом посів очолив чарти більш ніж 17 країн, зокрема Великої Британії та Канади. У США альбом теж очолив чарт «Billboard 200», та розійшовся накладом 527 тисяч копій протягом першого тижня. Це було вперше коли вона очолила цей чарт, а також стало найвищим показником тижневих продажів в США за всю її кар'єру. У підсумку альбом отримав трикратну платинову сертифікацію у США і шестикратну платинову — у Канаді.
Хоча альбом мав комерційний успіх, критики вважали його «незапам'ятовуваним», а тексти пісень — «неживими». Роб Шеффілд з «Rolling Stone» і Кен Такер з «Entertainment Weekly» стверджували, що музика Діон не дуже розвинулася за час її перерви, і оцінили її матеріал як банальний і посередній. Сел Чінквемані зі «Slant Magazine» назвав альбом «довгою колекцією слізливої попсової сентиментальщини». Перший сингл альбому, «A New Day Has Come», досяг 22 місця в чарті «Billboard Hot 100», будучи релізом лише для радіо. У чарті «Hot Adult Contemporary Tracks» пісня знаходилася на першому місці 21 тиждень поспіль, побивши рекорд найдовшого його очолювання. Попередніми рекордсменами були «You'll Be in My Heart» Філа Коллінза та «Because You Loved Me» Діон, які очолювали його по 19 тижнів. Наступний сингл альбому, «I'm Alive», увійшов до саундтреку анімаційного фільму «Стюарт Літтл 2» (2002) і посів 2 місце чарті «European Hot 100 Singles», а також 6 місце в американському чарті «Hot Adult Contemporary Tracks». 2002 року Діон виступила на багатьох благодійних концертах, зокрема вдруге на «Divas Live» каналу VH1, який проходив на користь «VH1 Save The Music Foundation», разом із Шер, Анастейшею, «Dixie Chicks», Мері Джей Блайдж, Вітні Г'юстон, Сінді Лопер, Шакірою і Стіві Нікс.
2003 року в рамках укладення угоди з компанією «Chrysler» Діон випустила альбом «One Heart», в якому висловлювала свою вдячність життю. Альбом здебільшого складався з поп- і танцювальної музики, що було відходом від піднесених та мелодраматичних балад, якими вона була відома раніше. Хоча «One Heart» отримав помірний успіх, він був зустрінутий зі змішаною критикою, такі слова, як «передбачувано» та «банально», з'явилися навіть у найм'якших відгуках. Кавер-версія хіта Сінді Лопер «I Drove All Night» 1989 року, випущена для запуску її рекламної кампанії з «Chrysler», поєднувала у собі елементи денс-попу та рок-н-ролу. Рекламна угода була зустрінута критикою, деякі оглядачі стверджували, що Діон намагається догодити своїм спонсорам.
2004 року після «One Heart» Діон випустила свій наступний англомовний студійний альбом «Miracle», присвячений темі немовлят і материнства, який був мультимедійним проектом, задуманим нею та австралійським фотографом Енн Геддс. Альбом був наповнений колисковими та іншими піснями про материнську любов та натхнення, двома найпопулярнішими з яких були кавер-версії «What a Wonderful World» Луї Армстронга і «Beautiful Boy» Джона Леннона. «Miracle» отримав змішані відгуки. Стівен Томас Ерлвайн дав альбому три зірки з п'яти можливих, зазначивши: «Найгірше, що можна сказати про альбом — це те, що у ньому немає сюрпризів, але слухачі цього альбому не хочуть сюрпризів; вони хочуть комфорту, незалежно від того, чи приходить він у вигляді відшліфованої музики або художніх фотографій новонароджених, і „Miracle“ надає і те, та інше, що робить його привабливим для майбутніх або молодих мам з числа слухачів Діон». Чак Тейлор з «Billboard» писав, що сингл «Beautiful Boy» був «несподіваною перлиною» і назвав Діон «позачасовою, надзвичайно багатогранною артисткою», тоді як Чак Арнольд з «People» назвав альбом надмірно сентиментальним, а Ненсі Міллер з «Entertainment Weekly» висловила думку, що «вся ця історія з Матінкою-Землею — це просто перероджений опортунізм». «Miracle» посів 4 сходинку чарту «Billboard 200» і став «номером один» в Канаді, у підсумку отримавши платинову сертифікацію від RIAA.

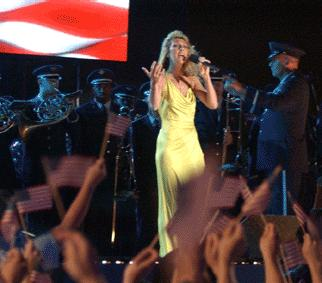
Діон виконує «God Bless America» з членами оркестру резерву ВПС США 2002 року

Франкомовний альбом «1 fille & 4 types», випущений у жовтні 2003 року, мав більший успіх, ніж її попередні два релізи, і продемонстрував намагання співачки дистанціюватися від образу «діви». У записі брали участь пісняри Жан-Жак Гольдман, Ґільдас Арзель, Ерік Бенці та Жак Венерузо, які раніше працювали над її двома франкомовними альбомами-бестселерами «S'il suffisait d'aimer» та «D'eux». На обкладинці «1 fille & 4 types», який сама Діон назвала «альбомом насолоди», вона зображена в простій і розслабленій манері, на відміну від хореографічних поз, які зазвичай зустрічаються на обкладинках її дисків. Альбом досяг широкого комерційного успіху у Франції, Канаді та Бельгії, де очолив чарти. У Франції альбом отримав подвійну платинову сертифікацію, за продажі понад 700 000 копій. Стівен Томас Ерлвайн написав, що вокал Діон «знову на висоті» і що вона «повертається до основ поп-музики і виступає на нечуваному досі рівні».
Хоча останні альбоми Діон мали комерційний успіх, вони не досягли таких показників продажу або такого ж успіху у публіки, як її попередні роботи. Її пісні стали менше звучати в ефірі, оскільки радіо переключилося з балад Діон, Мераї Кері та Вітні Г'юстон на більш швидку музику в стилях урбан/хіп-хоп. До 2004 року Діон продала понад 175 мільйонів дисків по всьому світу і отримала за свої досягнення Діамантову нагороду «Chopard» від «World Music Awards». Згідно з офіційним сайтом «World Music Awards», ця нагорода є рідкісною, її «вручають не щороку», артист може бути удостоєний її лише за продаж «понад 100 мільйонів альбомів протягом своєї кар'єри».

### 2003—2007: «A New Day…»
На початку 2002 року Діон оголосила про укладення трирічної контракту на 600 шоу, у рамках якого вона по п'ять вечорів на тиждень виступала у розважальній феєрії «A New Day...», у закладі «The Colosseum at Caesars Palace» в Лас-Вегасі. Такий крок загалом вважався ризикованим, але як писала журналістка Міріам Нунціо, це було «одне з найрозумніших бізнес-рішень за останні роки для кожного великого музиканта». Ідея щодо шоу прийшла до Діон після того, як вона побачила виставу «O» Франко Драгоне під своєї творчої перерви. Прем'єра відбулася 25 березня 2003 року на арені на 4000 місць, спеціально спроектованій для її виступів і побудованій за зразком римського Колізею. На прем'єрі були присутні багато зірок, зокрема Дік Кларк, Алан Тік, Кеті Гріффін, Ленс Басс і Джастін Тімберлейк, який був ведучим телевізійного спецвипуску. Шоу, організоване Драгоне та хореографом Мією Майклз, було поєднанням танцю, музики та візуальних ефектів. Діон виконувала свої найвідоміші хіти у супроводі безлічі танцюристів та спецефектів. Рецензент Майк Везерфорд вважав, що спочатку Діон поводилася на сцені нет так розкуто, як треба було б, і часом її було важко знайти серед надмірної кількості сценічних прикрас та танцюристів. Однак він зазначив, що з часом перегляд шоу став більш приємним завдяки покращенню її манери поведінки на сцені та спрощенню костюмів.
Глядачі добре прийняли шоу; попри скарги на дорогі квитки, вони стабільно розпродувалися до кінця 2007 року. Середня вартість квитків становила 135,33 долара. За даними «Pollstar», у першій половині 2005 року Діон продала 322 000 квитків і зібрала 43,9 мільйона доларів, а до липня того року квитки на її виступи були розпродані на 315 з 384 шоу. До кінця 2005 року вона зібрала понад 76 мільйонів доларів, посівши шосте місце в списку «Billboard Money Makers» за цей рік. Оскільки шоу мало успіх — її контракт продовжили до 2007 року на неоголошену суму. 5 січня 2007 року оголосили, що шоу завершиться 15 грудня того року, квитки на виступи, заплановані на період після жовтня 2007-го надходили в продаж з 1 березня. Згідно з «Billboard», «A New Day…» стало найуспішнішою концертною резиденцією всіх часів, зібравши понад 385 мільйонів доларів (565,73 мільйона доларів в цінах 2023 року), його відвідали майже три мільйони людей на 717 шоу. 10 грудня 2007 року в Європі і наступного дня в Північній Америці вийшов на DVD один з виступів під назвою «Live in Las Vegas: A New Day…».

### 2007—2010: «D'elles», «Taking Chances», «Taking Chances Tour»

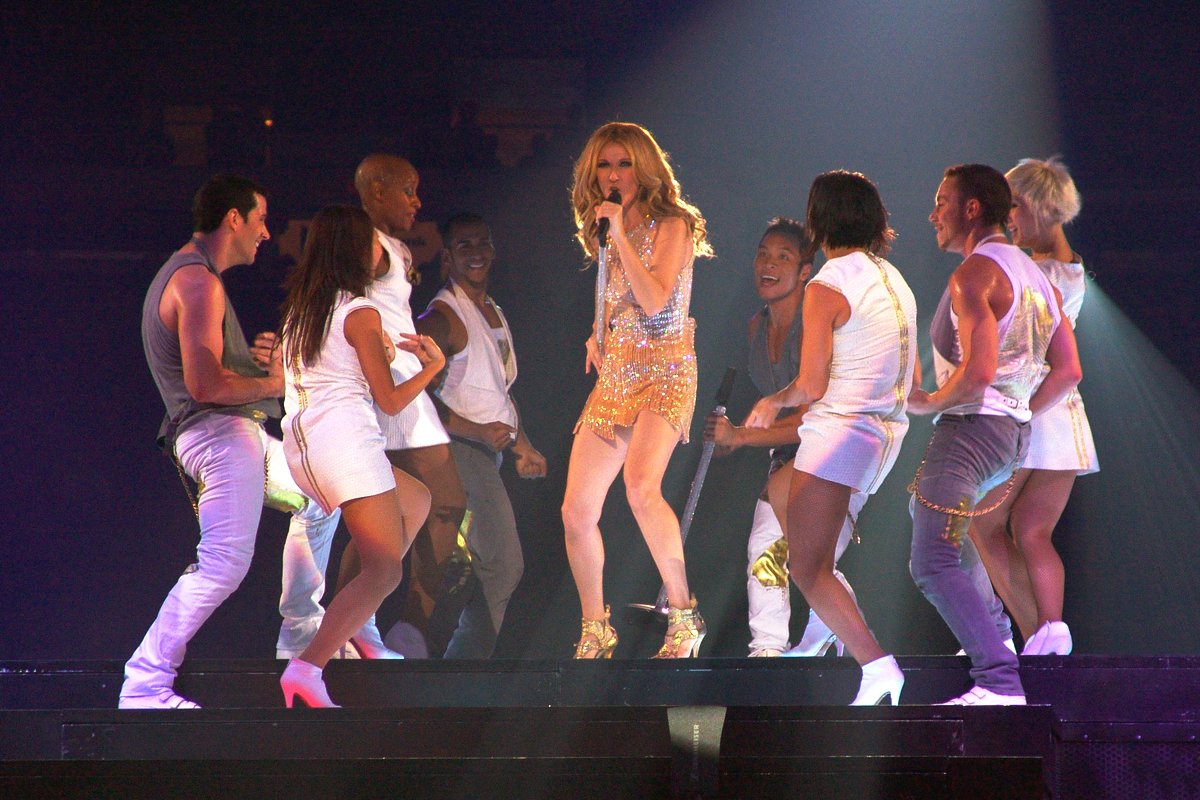
Селін Діон на сцені з танцюристами виконує «River Deep Mountain High» у рамках туру на підтримку альбому «Taking Chances» у вересні 2008 року

21 травня 2007 року Діон випустила франкомовний альбом «D'elles», який дебютував очоливши канадський чарт альбомів, із продажами понад 72 000 копій за перший тиждень. У Канаді альбом отримав двічі платинову сертифікацію, протягом першого місяця його продажі склали півмільйона копій по всьому світу. «D'Elles» також очолив чарти Франції та Бельгії. Перший сингл «Et s'il n'en restait qu'une (je serais celle-là)» дебютував очоливши французький чарт місяцем раніше. Пізніше того ж року Діон випустила англомовний альбом «Taking Chances», 12 листопада він вийшов Європі, а 13 листопада — у Північній Америці. Це був її перший англомовний студійний альбом після «One Heart» 2003 року, який містив музику в стилі поп, ритм-енд-блюз та рок. У записі альбому брали участь Джон Шенкс, екс-гітарист гурту «Evanescence» Бен Муді, Крістіан Лундін, Пер Острем, Лінда Перрі, японська співачка Юна Іто і ритм-енд-блюз-співак та пісняр Ne-Yo. Діон заявила: «Я вважаю, що цей альбом представляє позитивну еволюцію в моїй кар'єрі… Я відчуваю себе сильною, можливо, трохи сміливішою, ніж раніше, і такою ж пристрасною до музики і життя, як і раніше». 14 лютого 2008 року у Південній Африці розпочався її річні світові гастролі «Taking Chances Tour», протягом яких вона дала 132 концертів на стадіонах і аренах п'яти континентів.
Тур на підтримку «Taking Chances» мав великий успіх у США, де очолив чарт «Billboard Boxscore», були розкуплені всі квитки на його концерти у цій країні та Канаді. Також цього часу, вона протягом двох років поспіль з'являлася на шоу «Idol Gives Back». 2008 року Діон номінували на шість премій «Джуно», на додаток до її 53-х попередніх номінацій (абсолютний рекорд). Серед її номінацій були «Артистка року», «Поп-альбом року» (за «Taking Chances»), «Франкомовний альбом року» (за «D'elles») і «Альбом року» (за «Taking Chances» і «D'elles»). Наступного року її номінували ще на три премії «Джуно», включаючи нагороду «Вибір фанатів», «Пісня року» (за «Taking Chances») та «Музичний DVD року» (за «Live in Las Vegas: A New Day…»).
22 серпня 2008 року Діон дала безкоштовний концерт під відкритим небом на Полях Авраама з нагоди 400-річчя міста Квебек, де співала переважно французькою мовою. Святкування зібрало близько 490 000 глядачів. Концерт під назвою «Céline sur les Plaines» вийшов на DVD 11 листопада 2008 року в Квебеку, а 20 травня 2009 року — у Франції. Наприкінці жовтня 2008 року в усьому світі вийшов англомовний альбом найкращих хітів «My Love: Essential Collection». Крім цього, 3 жовтня того року в Канаді вийшов телевізійний фільм-біографія «Селін», який розповідав про життя співачки.
У травні 2009 року Діон посіла 20-те місце серед найпродаваніших артистів десятиліття і друге місце серед найпродаваніших артисток десятиліття в США, де, починаючи з 2000 року, вона продала приблизно 17,57 мільйонів копій своїх альбомів. У червні 2009 року «Forbes» повідомив, що протягом 2008 року Діон заробила 100 мільйонів доларів. У грудні того ж року «Pollstar» оголосив, що вона стала найприбутковішим сольним виконавцем живої музики десятиліття в Північній Америці, поступившись лише «Dave Matthews Band». Протягом десятиліття Діон заробила 522,2 мільйона доларів, значну частину цієї суми вона отримала за п'ятирічні виступи у «Caesars Palace».
У січні 2010 року «Los Angeles Times» представили свій щорічний список десяти найвисокооплачуваніших артистів року, у якому Діон посіла перше місце за все десятиліття із загальним доходом у 747,9 млн доларів за 2000—2009 роки. Найбільший прибуток був отриманий від продажу квитків, що становив загалом 522,2 млн доларів. Крім того, у грудні 2009 року монреальське видання «Le Journal de Québec» за результатами опитування назвало її «Артистом десятиліття» у Квебеку.
17 лютого 2010 року Діон випустила в кінотеатрах документальний фільм про гастролі «Taking Chances Tour» під назвою «Селін: Очима світу» («Celine: Through the Eyes of the World»). У фільмі показані закулісні кадри зі сцени та за її межами, а також кадри з родиною Діон, яка подорожувала з нею по світу. Пізніше фільм вийшов у форматах Blu-ray і DVD 4 травня 2010 року, разом з CD/DVD «Taking Chances World Tour: The Concert». Також у лютому того року Діон з'явилася на 52-й церемонії вручення премії «Греммі», де разом з Керрі Андервуд, Ашером, Дженніфер Гадсон і Смокі Робінсоном виконала пісню «Earth Song» для вшанування пам'яті Майкла Джексона у 3D-форматі.
Крім того, у травні 2010 року в опитуванні «Harris Poll» Діон було названо найпопулярнішим музикантом у США, випередивши «U2», Елвіса Преслі та «The Beatles». У вересні 2010 року вона випустила сингл «Voler», виконаний дуетом з французьким співаком Мішелем Сарду, пізніше пісня увійшла його альбому. У жовтні того року було оголошено, що Діон написала та аранжувала нову пісню для канадського співака Марка Дюпре під назвою «Entre deux mondes».

### 2011—2014: «Celine», «Sans attendre», і «Loved Me Back to Life»
В інтерв'ю «People», опублікованому в лютому 2010 року, Діон оголосила, що повернеться в «Caesars Palace» з трирічною програмою «Celine», розрахованою на сімдесят шоу на рік, починаючи з 15 березня 2011 року. Вона заявила, що в шоу будуть представлені «всі пісні з мого репертуару, які люди хочуть почути», а також звучатиме музика з класичних голлівудських фільмів. Щоб прорекламувати своє повернення в Лас-Вегас, Діон з'явилася на «Шоу Опри Вінфрі» 21 лютого, під час його фінального сезону, що стало її рекордною двадцять сьомою появою на цьому шоу. 2018 року «Billboard» заявив, що її резиденція «Celine» є другою за успішністю резиденцією всіх часів. До кінця 2011 року Діон продала 331 000 альбомів (незважаючи на те, що з 2007 року не випустила жодного студійного альбому) і 956 000 цифрових треків у США.
Потім вона у рекордний шостий раз вона виступила на 83-й церемонії вручення премії «Оскар», де виконала пісню «Smile» у рамках сегмента церемонії «In Memoriam». 4 вересня вона з'явилася на телемарафоні «MDA 2011 Labor Telethon Event» і представила заздалегідь записане виконання пісні «Open Arms» зі свого нового шоу в Лас-Вегасі. 1 жовтня 2011 року на каналі "OWN Network відбулася прем'єра документального фільму про життя Діон, в якому детально розповідається про місяці до, під час і після її вагітності, а також про створення її нового шоу в Лас-Вегасі, під назвою «Селін: 3 хлопчики і нове шоу». Документальний фільм став другою за рейтингом програмою на канадському телеканалі «TV OWN». У жовтні сайт FlightNetwork.com провів опитування серед 780 учасників, з якою знаменитістю вони найбільше хотіли б сидіти поруч у літаку. Діон стала фаворитом опитування, отримавши 23,7 % голосів. Також у вересні вона випустила 14-й парфум зі своєї колекції «Celine Dion Parfums» під назвою «Signature». 15 вересня вона виступила на безкоштовному концерті Андреа Бочеллі в Центральному парку. 2012 року Діон виступила на 16-му фестивалі джазу та блюзу на Ямайці.
У жовтні 2012 року «Sony Music Entertainment» випустила альбом «The Best of Celine Dion & David Foster» в Азії. У квітні та травні 2012 року вона почала записувати пісні для своїх наступних англомовних та франкомовних альбомів. Франкомовний альбом «Sans attendre» вийшов 2 листопада 2012 року і мав шалений успіх на всіх франкомовних регіонх, особливо у Франції, де він отримав діамантову сертифікцію. Реліз англомовного альбому було перенесено на 1 листопада 2013 року. Альбом під назвою «Loved Me Back to Life» включав співпрацю з винятковою командою авторів пісень та продюсерів, зокрема дуети з Ne-Yo та Стіві Вандером. Головний сингл «Loved Me Back to Life» вийшов 3 вересня 2013 року. У листопаді 2013 року Діон вирушила в турне «Sans attendre» і виступила в Бельгії та Франції. Пісні «Breakaway», «Incredible» і «Water and a Flame» вийшли як наступні сингли. У червні 2013 року Діон виступила співпродюсером шоу під назвою «Voices» Веронік Ді Кер у «Bally's Hotel & Casino's Jubilee Theatre», яке було представлено 145 разів до 2015 року.

### 2014—2021: смерть чоловіка, «Encore un soir», «Courage» і повернення до Вегаса
13 серпня 2014 року Діон оголосила про перенесення на невизначений термін усіх своїх заходів у сфері шоу-бізнесу, включно з концертною резиденцією в «Caesars Palace», і про скасування свого азіатського туру через погіршення стану здоров'я її чоловіка, який переніс операцію з видалення ракової пухлини в грудні 2013 року. Однак 20 березня 2015 року вона оголосила, що повернеться в «The Colosseum at Caesars Palace» наприкінці серпня 2015 року. 14 січня 2016 року вона скасувала решту січневих виступів у зв'язку зі смертю чоловіка і брата від раку. 23 лютого Діон відновила виступи, зібравши аншлаг і захоплені відгуки.
У жовтні 2015 року Діон оголосила в соціальних мережах про початок роботи над новим франкомовним альбомом, опублікувавши фотографію, на якій вона поруч з алжирською співачкою Захо. 24 травня 2016 року вийшов франкомовний сингл Діон «Encore un soir». 20 травня вона випустила кавер-версію пісні гурту «Queen» «The Show Must Go On» за участю Ліндсі Стірлінг на скрипці. 22 травня вона виконала пісню «The Show Must Go On» на церемонії вручення музичних нагород Billboard"" 2016 року і отримала нагороду «Billboard Icon Award» (яку вручив її син Рене-Шарль) на знак визнання її кар'єри, що охоплювала понад три десятиліття.
26 серпня 2016 року вийшов новий франкомовний альбом Діон «Encore un soir». До нього увійшли п'ятнадцять треків, за її словами, вона особисто займалася відбором пісень — були обрані більш надихаючі тексти. «Encore un soir» очолив чарти Франції, Канади, Бельгії та Швейцарії. У Франції він отримав діамантову сертифікцію, у Канаді — двічі платинову, та платинову — у Бельгії та Швейцарії. Було продано понад 1,5 мільйона копій альбому по всьому світу. У 2016 і 2017 роках Діон гастролювала Європою і Канадою з двома аншлаговими концертними турами. 9 вересня 2016 року вона випустила «Recovering», пісню, написану для неї співаачкою Pink після смерті Анжеліла у січні 2016 року. Діон також записала пісню «How Does a Moment Last Forever» для саундтрека до фільму «Красуня і чудовисько», випущеного в березні 2017 року. У липні та серпні 2017 року її збірка «Un peu de nous» очолила чарт Франції.
3 травня 2018 року Діон випустила сингл «Ashes», який став саундтреком фільму «Дедпул 2». Ремікс-версія пісні очолила в липні 2018 року чарт танцювальних клубних пісень США. З червня по серпень 2018 року вона гастролювала в Азійсько-Тихоокеанському регіоні, де протягом 22 концертів заробила 56,5 мільйонів доларів. 24 вересня 2018 року вона оголосила про завершення виступів у своїй резиденції в Лас-Вегасі «Celine», з остаточною датою 8 червня 2019 року. Після цього вона почала працювати над новим англомовним альбомом. У січні 2019 року вона виконала пісню «A Change Is Gonna Come» на триб'ют-концерті Арети Франклін «Aretha! A Grammy Celebration for the Queen of Soul», який транслювався в березні 2019 року. Також у березні 2019 року вона була однією з 11 співачок з Квебеку, разом з Жинетт Рено, Діаною Дюфрен, Ізабель Буле, Люс Дюфо, Луїзою Форестьє, Лоранс Жальбер, Катрін Майор, Аріан Моффатт, Марі Деніз Пеллетьє та Марі-Елен Тібер, які взяли участь у супергруповому записі синглу Рене Клода 1971 року «Tu trouveras la paix» після того, як було оголошено, що у Клода хвороба Альцгеймера. 3 квітня 2019 року під час заходу Facebook Live Діон оголосила про свій світовий тур «Courage» 2019—2020 років, який розпочався в Квебеку 18 вересня. Вона також анонсувала новий англомовний альбом з тією ж назвою, випущений у листопаді 2019 року. «Courage» дебютував на першому місці в американському чарті «Billboard» 200 від 30 листопада 2019 року, що принесло Діон її перший альбом «номер один» у США за 17 років, востаннє чарт очолював альбом «A New Day Has Come» (2002). «Courage» став її п'ятим альбомом «номер один» у США, він зібрав 113 000 еквівалентних альбому одиниць, включно зі 109 000 чистих продажів альбому. Він також став її 13-м альбомом, що потрапив у десятку найкращих у «Billboard 200». Завдяки «Courage», Діон збирала альбоми «номер один» у кожному з останніх трьох десятиліть, ставши четвертою жінкою, яка досягла цього результату після Джанет Джексон, Барбри Стрейзанд і Брітні Спірс. Альбом також дебютував на першому місці в Канаді, ставши 15-м альбомом Діон «номер один», випущеним у співпраці з «Nielsen SoundScan», і 16-м «номером один» загалом у цій країні.

### З 2022 року
15 січня 2022 року Діон скасувала дати свого північноамериканського туру через сильні м'язові спазми. 8 грудня вона оголосила, що у неї діагностували синдром скутості, рідкісне неврологічне захворювання. Вона сказала, що хвороба вплинула на всі аспекти її життя, ускладнивши ходьбу, і вразила її голосові зв'язки. Всі дати її туру були скасовані.
2023 року Діон знялася в ролі самої себе у фільмі «Знову кохаю», що став її першою акторською роботою у повнометражною стрічці. Вона також записала п'ять нових пісень для саундтреку, який вийшов 12 травня; прем'єра першого синглу «Love Again» відбулася 13 квітня. 3 травня 2024 року вийшов сингл, що поєднує пісню Діон «I'm Alive» та пісню гурту «The Whispers» 1979 року «And the Beat Goes On». «Set My Heart on Fire (I'm Alive x And the Beat Goes On)», виконаний Majestic та Jammin Kid, також містить Діон у головній ролі. Сингл дебютував на 6 місці в британському чарті завантажень синглів.
2024 року не дивлячись на хворобу виступила на Олімпіаді у Парижі у сукні Dior.
13 травня 2025 записала звернення до глядачів, учасників пісенному конкурсу пісенному конкурсу Євробачення 2025 який відбувся у місті Базелі. Співачка зазначила, що на жаль не може присутня бути на конкурсі. Та згадала свій виступ 1988 року та додала що Швейцарія буде її у серці.

## Особисте життя
У місті Гендерсон, штат Невада, Селін вперше зустріла свого чоловіка і менеджера, Рене Анджелі, в 1980 році, коли їй було 12, а йому 38. Це трапилось саме після того, як брат Діон, Мішель, послав Рене звукозапис «Ce n'était qu'un Rêve» («Це був тільки сон / Не більше як сон»), пісню, яку вона, її мати та брат, Жак Діон, спільно написали. У пари зав'язалися романтичні відносини в 1987 році. Згодом в 1991 році вони побралися та 17 грудня 1994 року одружилися в Базиліці Нотр-Дам в Монреалі, Квебек. З 5 січня 2000 року Діон і Рене відновили свої весільні клятви в Лас-Вегасі.
У травні 2000 року Діон перенесла дві невеликі операції в клініці безпліддя в Нью-Йорку. Їх перший син, Рене-Чарльз Анджелі, народився 25 січня 2001 року. У травні 2010 року Рене сповістив, що Діон була вагітна двійнятами після шостого лікування екстракорпорального запліднення. У суботу, 23 жовтня 2010, о 11:11 і 11:12 ранку відповідно, в медичному центрі Святої Марії в Вест-Палм-Біч, Флорида, Селін народила здорових двійнят за допомогою кесаревого розтину. Близнюки були названі Едді, на честь улюбленого французького композитора Селін, Едді Марнея, і Нельсон, на честь колишнього президента ПАР Нельсона Мандели. Діон з'явивилася зі своїми новонародженими синами на обкладинці канадського видання журналу Hello!  9 грудня 2010 року.
14 січня 2016 року Рене Анджелі помер від ускладнень раку. Два дні потому, брат Діон, Даніель, помер від раку у 59-річному віці.
Мешкає у Гендерсон у штаті Невада.

## Дискографія
| Франкомовні студійні альбоми - La voix du bon Dieu (1981) - Céline Dion chante Noël (1981) - Tellement j'ai d'amour... (1982) - Les chemins de ma maison (1983) - Chants et contes de Noël (1983) - Mélanie (1984) - C'est pour toi (1985) - Incognito (1987) - Dion chante Plamondon (1991) - D'eux (1995) - S'il suffisait d'aimer (1998) - 1 fille & 4 types (2003) - D'elles (2007) - Sans attendre (2012) - Encore un soir (2016) | Англомовні студійні альбоми - Unison (1990) - Celine Dion (1992) - The Colour of My Love (1993) - Falling into You (1996) - Let's Talk About Love (1997) - These Are Special Times (1998) - A New Day Has Come (2002) - One Heart (2003) - Miracle (2004) - Taking Chances (2007) - Loved Me Back to Life (2013) |